# Факултет за архитектуру Универзитета у Љубљани
Факултет за архитектуру Универзитета у Љубљани (словен. Fakulteta za arhitekturo FA) је факултет члан Универзитета у Љубљани. Садашњи декан факултета је проф. Матеј Бленкуш.

## Катедре
- Катедра за друштвене зграде
- Катедра за стамбене зграде
- Катедра за урбанизам
- Катедра за обликовање
- Катедра за конструкције
- Катедра за развој рачунарског програмирања
- Катедра за теорију архитектуре